# IC 1732
IC 1732 је спирална галаксија у сазвјежђу Андромеда која се налази на листи објеката дубоког неба у Индекс каталогу.
Деклинација објекта је + 35° 55' 59" а ректасцензија 1h 50m 48,0s. Привидна величина (магнитуда) објекта IC 1732 износи 14,1 а фотографска магнитуда 15,0. IC 1732 је још познат и под ознакама UGC 1307, MCG 6-5-16, CGCG 522-21, PGC 6805.